# Pleasure Game

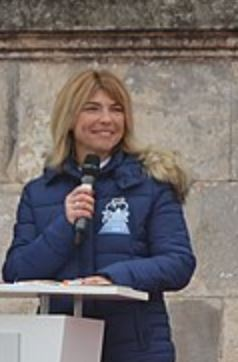
Nathalie Vincent

Pleasure Game est un groupe belge de new beat et d'acid house actif de la fin des années 1980 au début des années 1990. Le groupe fut également connu dans le milieu électronique underground et rave (musique) de l'époque, avec le producteur de musique new beat Stephan Novak, sous le nom d'Amnesia.

## Historique
Pleasure Game est composé de :
- Bruno Van Garsse, producteur belge.
- Michel Nachtergaele, producteur belge.
- Benoît Marrissal, compositeur belge.
- Jacky Meurisse, compositeur belge.
- Patrick Cools, compositeur belge.
- Philippe Dhondt, vocal masculin (né à Roubaix) sur tous les titres. Il sera la voix du projet Boris (Soirée disco…) à partir de 1996, produit par la même équipe.
- Laurence Stein, ex top modèle puis vocal féminin de Le dormeur à Le petit chien qui fume.
- Nathalie Vincent, ex choriste et danseuse du projet Pin-Occhio (Pinocchio, Tuta tuta tutata) et animatrice de télévision, elle remplace Laurence Stein à partir de Chérie Je T'Aime.

Le nom Pleasure Game a été créé en 1989 à la sortie du titre Can You Feel Me Dancing mais le groupe est réellement né avec Le Dormeur. Ce titre utilise deux échantillons sonore du film Dune ("Le dormeur doit se réveiller" et "Le poison a été programmé"). Le titre Le seigneur des ténèbres utilise des échantillons sonores du film Legend (Je suis le seigneur des ténèbres) et du film Indiana Jones et le temple maudit (Kali ma, shakti deh).

## Discographie

### Albums
- 1991 : Le Dormeur
- 1992 : Le Dormeur 2de édition (inclus Le Seigneur des ténèbres)

### Singles
- 1989 : Can You Feel Me Dancing
- 1991 : Le Dormeur
- 1991 : Le Seigneur des ténèbres[1]
- 1992 : Activez les plaisirs… (Love Is Calling)
- 1993 : Megamix
- 1993 : Le Petit Chien qui fume
- 1993 : Mustapha, chérie je t'aime
- 1994 : Capitaine Flam
- 1995 : Le Martyr
- 2002 : Le Dormeur doit se réveiller